# Ektropija očnog kapka
Ektropija očnog kapka ili izvrnutost očnog kapka (lat. ectropium) je everzija očnog kapka prema spolja, tako da slobodna ivica kapka ne naleže na očnoj jabučici a tarzalni deo vežnjače (konjunktive) je okrenut u polje i izložena  uticajima spoljašnje sredine, povredama i isušivanju.

## Epidemiologija
Najćešće obolevaju stariji ljudi kod kojih je elastično tkivo očnog kapka zamenjeno vlaknastim tkivom

## Etiopatogeneza
Izvrnutost očnog kapka najčešće nastaje kao posledica:
- Paraliza ili utrnulost mišića lica
- Dermatološki problemi kože očne regije
- Zloćudne izrasline na očnim kapcima
- Neuspešne estetske korekcije očnih kapaka
- Nasledni faktori

### Oblici
Senilni ektropija (lat ectropium senile)  — je bolest oka starijih ljudi i najčešća klinička forma ektropijuma. Zahvata donji kapak i nastaje zbog involutivnih (senilnih) promena u strukturama kapaka. Naime sa poodmaklim godinama dolazi do gubitka elastičnog tkiva u kapku, što mu omogućava odvajanje od jabučice. 
Paralitički ektropija (lat, ectropium paralyticum) nastaje zbog gubitka tonusa orbikularnog mišića u sklopu paralize sedmog kranijalnog nerva.
Traumom i/ili zapaljenjem izazvani ektropija —  posledica je stvaranja ožiljaka koji nastaju kao sekundarna pojava nekog zapaljenja ili povrede

## Klinička slika
Bolest češće  napada donji očni kapak, i klinički se manifestuje:
- pojačanim suzenjem  oka,
- hipertrofijom i keratinizacijom tarzalne konjunktive,
- ekskorijacijom kože izvrnutog kapka
- oštećenjima na površini oka zbog nepotpunog zatvaranja kapaka.

## Terapija
Terapija senilnog ektopijuma
Terapija je isključivo hirurška, a princip izvođenja operacije je horizontalno skraćivanje ektropioniranog kapka i njegova inverzija put unutra, kako bi se ponovo obezbedilo normalno naleganje slobodne ivice očnog kapka na očnu jabučicu.
Terapija paralitičkog ektopijuma
Pošto je paralitički ektropijum posledica paralize živca lica, terapija podrazumeva lečenje osnovne bolesti i zaštitu površine oka čestim ukapavanjem veštačkih suza i postavljanjem „vlažne komore". Ukoliko ovo stanje potraje duže ili paraliza živca licaostane trajna, potrebno je hirurško lečenje koje podrazumeva horizontalno skraćenje ektifefnoniranog kapka i izvođenje temporalne tarzorafije.

## Spoljašnje veze
|  | Molimo Vas, obratite pažnju na važno upozorenje u vezi sa temama iz oblasti medicine (zdravlja). |